# Chamaeangis gabonensis
Chamaeangis gabonensis är en orkidéart som beskrevs av Victor Samuel Summerhayes. Chamaeangis gabonensis ingår i släktet Chamaeangis och familjen orkidéer. Inga underarter finns listade i Catalogue of Life.